# Gondar (Amarante)
Gondar is een plaats (freguesia) in de Portugese gemeente Amarante en telt 1 693 inwoners (2001).